# Flash Light
Pour l’article homonyme, voir Flashlight.
Flash Light est une chanson du groupe américain de funk Parliament extraite de leur album Funkentelechy Vs. the Placebo Syndrome sorti le 28 novembre 1977.
Publiée en single (sous le label Casablanca Records) en décembre 1977, elle a atteint la 16e place du Hot 100 du magazine musical américain Billboard, passant en tout 16 semaines dans le chart.
En 2004, Rolling Stone a classé cette chanson, dans la version originale de Parliament, 199e sur la liste des « 500 plus grandes chansons de tous les temps ». (En 2010, le magazine rock américain a mis à jour sa liste, maintenant la chanson est 202e.)
En 2018, elle a reçu le Grammy Hall of Fame Award.

## Composition
La chanson a été écrite par George Clinton, Bernie Worrell et Bootsy Collins. L'enregistrement de Parlament a été produit par George Clinton.

## Certifications
| Pays              | Certification | Date       | Unités certifiées |
| ----------------- | ------------- | ---------- | ----------------- |
| États-Unis (RIAA) | Or            | 20/04/1978 | 1 000 000         |